# Marco Calderini
Marco Calderini (Torino, 22 luglio 1850 – 26 febbraio 1941) è stato un pittore e scrittore italiano.

## Biografia
Nato a Torino da Michelangelo, corriere presso le Poste e la francese Virginia Pernaud, si iscrive alla facoltà di lettere dell'Università di Torino e nel contempo consegue il diploma di insegnante di francese, storia e geografia.
Indirizzato all'arte da alcuni amici si iscrive all'Accademia Albertina di Torino, dove dal 1867 al 1873 frequenta le lezioni di Enrico Gamba, Andrea Gastaldi e del romanticista Antonio Fontanesi, ottenendo una
medaglia d'oro nel 1872 a conclusione del corso di paesaggio.
Viene presto avviato alla riproduzione di soggetti dal vero dallo stesso Fontanesi, che lo accompagna a dipingere nelle campagne torinesi; a conclusione degli studi accademici, Calderini apre uno studio con l'amico e collega Francesco Mosso.
Si presenta alle mostre annuali della Società Promotrice di Belle Arti di Torino quasi ininterrottamente dal 1870, quando esordisce con Le rive del Po a Torino e Le statue solitarie, al 1898: nel 1871 Sul giardino dei ripari viene venduto al Principe di Savoia Carignano, nel 1873 Giardino reale viene acquistato dalla stessa Società Promotrice.
All'Esposizione del 1880 presenta nove tele e si aggiudica il premio della giuria per Mattino di luglio, l'anno seguente viene premiato con una medaglia in bronzo all'Esposizione Colombiana di Genova.
Nel 1883 ripresenta all'Esposizione Internazionale di Belle Arti di Roma Le statue solitarie, che viene acquistato dal Governo per la neonata Galleria d'Arte Moderna e partecipa alla mostra di Nizza.
L'anno successivo è all'Esposizione Generale Italiana di Torino (nella quale è membro del comitato di accettazione e allestimento) con diverse opere,  fra le quali Tristezza invernale, acquistata dal Governo e presentata anche all'Italian Exhibition di Earls Court del 1888, anno 
nel quale partecipa all'Esposizione Internazionale di Barcellona (ripetuta nel 1907, quando si aggiudica un riconoscimento). La stessa opera viene premiata nel 1893 al Salon de Paris.
Nel 1888 viene premiato con una medaglia d'argento all'Esposizione Internazionale di Barcellona, nel 1889 è presidente della sezione di pittura del circolo degli artisti di Torino, consigliere della Società Promotrice di Torino e viene premiato con diploma d'onore e stella d'oro all'Esposizione Internazionale di Colonia.
Nel 1891 viene scelto dal ministro Pasquale Villari come membro della Commissione permanente di Belle Arti.
Nel 1898 partecipa all'Esposizione di Torino con decine di opere, tra le quali Piogge di Marzo, Caduta delle foglie e Il giardino del palazzo Principe a Genova.
Nel contempo, si dedica con assiduità alla scrittura e alla critica d'arte, collaborando per numerose riviste come L'Illustrazione Italiana, La Rassegna nazionale e la Gazzetta letteraria di Torino;  nel 1884 pubblica le Memorie postume di F. Mosso, pittore, in seguito le monografie dedicate ad artisti contemporanei, come il maestro Antonio Fontanesi (1925), Giovanni Battista Quadrone, Alberto Pasini, lo scultore Vincenzo Vela e Carlo Marochetti (1928).
Collabora alla pubblicazione di tre volumi su Leonardo da Vinci, finanziata dal mecenate russo Fëdor Vasil'evič Sabašnikov, suo grande estimatore che lo vuole come compagno per una serie di viaggi in Scozia e Irlanda e opera come consulente di importanti famiglie per l'allestimento delle proprie raccolte d'arte (Collezione Guagno Poma di Biella, Galleria Ricci Oddi di Piacenza, dove non a caso è presente una ricca raccolta delle opere del maestro Fontanesi).
Nel 1902 la Società Promotrice di Torino gli dedica una mostra personale, l'anno dopo espone a Venezia Estate di San Martino, presentata anche in due occasioni al Salon di Parigi.
Sempre nel 1903 partecipa a Brera con Sole e nebbie in montagna (Valle d’Aosta) e Pascoli abbandonati sotto il ghiacciaio del Ruitor,
nel 1906 con Boschetti in autunno, Dopo la pioggia in montagna e Giornata chiara di novembre. Giardino Reale di Torino, nel 1907 con Autunno in Val di Susa e Villa del 1700,  nel 1911 con Sera di novembre sul Po e Strada del Piccolo San Bernardo.
Nel 1912 viene insignito del premio principe Umberto per il dipinto Nell'alto Canavese. Prealpi di Piemonte, l'anno successivo è all'Esposizione Belle Arti di Roma con Sera di autunno acquistata dal Comune di Roma, nel 1914 espone a Brera Alpi e Morene di Valchiusella, l'anno successivo Il monte Rosa veduto dalle basi del Gran Paradiso, nel 1918 In Valtournanche e Dopo la pioggia. Lago Maggiore.
Tra i suoi allievi, il figlio Luigi, nato dal matrimonio con Jeanne Bourgeois (come il primogenito Marco) e Camillo Cabutti.
Muore a Torino il 26 febbraio 1941.
L’Archivio Marco Calderini, conservato presso l'Archivio di Stato di Torino, contiene una raccolta di documenti che riguardano la vita privata dell'artista, monografie di pittori oltre a lettere scambiate con familiari, colleghi, come Mosè Bianchi, Giovanni Boldini, Carlo Ademollo e Nicolò Barabino e intellettuali, come Cesare Lombroso e Felice Cavallotti.

## Stile
e ciò senza nuocere a una finezza estrema di esecuzione e colorito. I suoi quadri non risaltano agli occhi; domandano educazione artistica, senso squisito e ottimo gusto in chi vuol leggerne tutta l'intimità poetica e pittoresca»
(Pittura e scultura in Piemonte 1842-1891, A. Stella, Società Promotrice per le Belle Arti, Paravia, Torino, 1893, pp. 488-489)
Uno dei principali esponenti del paesismo piemontese dell'Ottocento, uomo di ampia cultura e statura morale, focalizza la quasi totalità della sua lunga attività pittorica sul tema centrale e costante del paesaggio riprodotto dal vero tra le campagne e le montagne piemontesi e valdostane.
La decisa influenza artistica e morale del maestro Antonio Fontanesi compare nelle sue opere di gioventù, dalle quali si distingue in seguito con l'avvicinamento alla corrente verista della Scuola di Rivara e personalizza le sue opere con un rigoroso realismo naturalistico che va ad accentuare un senso di immobilità, totalmente opposto a quello del maestro.
Il soggetto viene reso con estrema precisione, calcolo geometrico e prospettico.
(Cronache dell’Arte Italiana dell’ottocento, N. 18, Mondadori, Milano, 1989)

## Opere principali
- Tempo di Marzo (1872), olio su tela, Galleria d'arte moderna Ca' Pesaro, Venezia
- Rive del Po a Torino (1876), olio su tela, Galleria d'arte moderna, Torino[11]
- Tempo malinconico (1876), olio su tela, collezione privata, Milano
- Collina torinese. Superga (1876), olio su tela, collezione privata
- Val Solda sul Lago di Lugano (1877), olio su cartone, collezione privata
- I Murazzi del Po (1878), olio su cartone, Galleria d'arte moderna, Torino[12]
- Il prato dei lavandai (1879), olio su tela, Collezione Guagno Poma, Biella
- Ultima neve (1879), olio su tela, collezione privata
- Marina con barca a vela a Vado (1881), olio su cartone, Università di Torino
- Le statue solitarie (1883), olio su tela, Galleria d'arte moderna, Roma[13]
- Tristezza invernale (1884), olio su tela, Galleria d'arte moderna, Roma[14]
- Estate nelle prealpi (1885), olio su tela, Galleria d'arte moderna, Torino[15]
- Prato al sole con bambina (1885 - 1890), olio su cartone, Museo Civico Luigi Mallé, Dronero[16]
- Stagno nei boschi (1890), olio su cartone, Galleria Ricci Oddi, Piacenza[17]
- Tramonto in Novembre (1890), olio su tela, Galleria d'arte moderna, Torino[18]
- Paesaggio invernale (1890-1899), olio su tela, Museo Civico di Pescia
- In Val d'Ossola, paesaggio montano (1891), olio su tela, Agenzia delle Entrate, Torino
- Rive di Lochmond (1892), pastello su carta, collezione privata
- Villa Doria (Giardini a Genova) (1894), olio su cartone, collezione privata
- L'orto botanico a Torino (1895), olio su tela, collezione privata
- Maggio sul Po (1898), olio su tela, Galleria d'arte moderna, Torino[19]
- Vallata con due pastorelle (1898), olio su cartone, Galleria d'arte moderna, Torino[20]
- Lago Bianco (sopra Champorcher) (1900), olio su tela, Galleria d'arte moderna Castello Gamba, Aosta[21]
- Sera d'autunno. Lago Maggiore (1900-1913), olio su cartone, Galleria d'arte moderna, Roma
- Dopo le piogge di marzo (Giardini Reali di Torino) (1900-1915), olio su tela, Galleria Ricci Oddi, Piacenza[22]
- Sera d'Autunno (1901), olio su tela, Galleria d'arte moderna Ca' Pesaro, Venezia
- Vele ad Avenza (1901), olio su cartone, collezione privata
- Estate di San Martino (1903), olio su tavola, Galleria d'arte moderna, Torino[23]
- Tra Val di Susa e Val Sangone (1908), olio su tela, Consiglio regionale del Piemonte[24]
- Ritratto di Maria Poma (1910), olio su tela, Collezione Guagno Poma, Biella[25]
- Veduta di Verona dal teatro romano (1917), olio su tela, Palazzo Treves, Verona;
- Nei boschetti di Traversella (1934), olio su cartone, Collezione Guagno Poma, Biella[25]
- Giorno di pioggia in primavera (non datato), olio su tela, Haggin Museum, Stockton, Stati Uniti[26]